# Lieja-Bastoña-Lieja 1996

Escudo de la Lieja-Bastoña-Lieja

La Lieja-Bastoña-Lieja 1996 fue la 82.ª edición de la clásica ciclista. La carrera se disputó el 21 de abril de 1996, sobre un recorrido de 263 km, y era la cuarta prueba de la Copa del Mundo de Ciclismo de 1996. El suizo Pascal Richard (MG Maglificio) fue el ganador al sprint por delante del estadounidense Lance Armstrong (Motorola) y el también suizo Mauro Gianetti (Polti), segundo y tercero respectivamente. 

## Clasificación final
| Posición | Ciclista           | Equipo        | Tiempo   |
| -------- | ------------------ | ------------- | -------- |
| 1        | Pascal Richard     | MG Maglificio | 6h58'02" |
| 2        | Lance Armstrong    | Motorola      | s.t.     |
| 3        | Mauro Gianetti     | Polti         | s.t.     |
| 4        | Laurent Madouas    | Motorola      | a 1'06"  |
| 5        | Fabiano Fontanelli | MG Maglificio | a 1'19"  |
| 6        | Davide Rebellin    | Polti         | a 1'22"  |
| 7        | Axel Merckx        | Motorola      | a 1'36"  |
| 8        | Richard Virenque   | Festina       | a 1'52"  |
| 9        | Rolf Sørensen      | Rabobank      | s.t.     |
| 10       | Gabriele Colombo   | Gewiss        | a 2'01"  |